# 杜华安
杜华安（1916年—2006年3月31日），男，四川营山人，中华人民共和国政治人物，曾任青海省政协副主席，中共青海省顾问委员会常委。